# デイズ・アウェイ
『デイズ・アウェイ』（Days Aweigh）は、アメリカ合衆国の歌手カサンドラ・ウィルソンが1987年に発表した2作目のスタジオ・アルバム。

## 解説
「エレクトロマグノリア」はオル・ダラとの共作で、ダラはレコーディングにも参加した。「アプリコット・オン・ゼア・ウィングズ」はヘンリー・スレッギルが提供した曲で、ウィルソンとスレッギルは本作に先駆けて、ニュー・エア名義のアルバム『Air Show No.1』（1986年6月録音）でこの曲を共演した。本作に参加したグラハム・ヘインズはロイ・ヘインズの息子で、ウィルソンは後に『ジャンプワールド』（1990年）、『ニュー・ムーン・ドーター』（1996年）といった作品でもヘインズを起用した。
音楽的には、前作『ポイント・オブ・ヴュー』（1986年）に続くエレクトリック・ファンク路線のアルバムと位置付けられており、スコット・ヤナウはオールミュージックにおいて5点満点中3点を付け「ピアニストのロッド・ウィリアムスとのデュエット"Some Other Time"でペースが変わるのを除けば、先進的なフリー・ファンク・ダンス・ミュージック」と評している。

## 収録曲
特記なき楽曲はカサンドラ・ウィルソン作。
1. エレクトロマグノリア - "Electromagnolia" (Olu Dara, Cassandra Wilson) - 4:45
2. レッツ・フェイス・ザ・ミュージック - "Let's Face the Music and Dance" (Irving Berlin) - 2:31
3. デイズ・アウェイ - "Days Aweigh" (Jean-Paul Bourelly) - 3:27
4. サブアトミック・ブルース - "Subatomic Blues" - 4:35
5. アプリコット・オン・ゼア・ウィングズ - "Apricots on Their Wings" (Henry Threadgill) - 5:49
6. イフ・ユー・オンリー・ノウ・ハウ - "If You Only Know How" - 5:08
7. ユー・ビロング・トゥ・ユー - "You Belong to You" - 4:55
8. サム・アザー・タイム - "Some Other Time" (Leonard Bernstein, Betty Comden, Adolph Green) - 5:12
9. ブラック・アンド・イエロー - "Black and Yellow" (Rod Williams) - 5:38

## 参加ミュージシャン
- カサンドラ・ウィルソン - ボーカル、アレンジ
- ロッド・ウィリアムス - シンセサイザー(on 1. 3. 6. 9.)、ピアノ(on 2. 4. 5. 6. 7. 8. 9.)、アレンジ(on 9.)
- オル・ダラ - コルネット、ボーカル、アレンジ(on 1.)
- グラハム・ヘインズ - トランペット(on 2. 3. 5. 6. 7. 9.)
- スティーヴ・コールマン - アルト・サクソフォーン(on 4. 7.)
- ジャン＝ポール・ブレリー - ギター(on 1. 3.)、アレンジ(on 3.)
- ケヴィン・ブルース・ハリス - エレクトリックベース(on 1. 3. 5. 9.)
- ケネス・デイヴィス - ウッドベース(on 2. 4. 6. 7.)
- マーク・ジョンソン - ドラムス(8.を除く全曲)
- ヘンリー・スレッギル（英語版） - アレンジ(on 5. 6.)